# Neoplocaederus emini
Neoplocaederus emini là một loài bọ cánh cứng trong họ Cerambycidae.